# Estàs fresc, Scooby-Doo!
Estàs fresc, Scooby-Doo! (títol original en anglès, Chill Out, Scooby-Doo!) és una pel·lícula animada de misteri de comèdia de 2007 distribuïda directament per a vídeo. Representa l'onzena pel·lícula de la sèrie cinematogràfica directa a vídeo d'Scooby-Doo, produïda per Warner Bros. Animation. Es va estrenar en DVD el 4 de setembre de 2007. La pel·lícula està dedicada a Iwao Takamoto, un dissenyador de personatges de Hanna-Barbera que va morir el 8 de gener, 8 mesos abans de l'estrena del format domèstic de la pel·lícula. Aquest film també va ser l'últim d'Scooby-Doo! en el qual va treballar Joseph Barbera abans de la seva mort el 18 de desembre de 2006. S'ha doblat al català.